# 板門区域
板門区域（パンムンくいき）は、朝鮮民主主義人民共和国開城特別市の区域。一部の地域が開城工業地区に指定されている。

## 地理
休戦ラインに沿い、臨津江、漢江河口部に面している。
西に開豊区域、休戦ラインを挟んで韓国と接し、東に京畿道坡州市、南は漢江を隔てて金浦市である。

## 歴史
三国史記の徳水に相当する区域である。
朝鮮戦争中の1952年12月、北朝鮮における行政区画再編に伴い、京畿道開豊郡および長湍郡の一部からなる板門郡が新設された。郡の名称は、当時休戦会談が持たれていた板門店から取られている。
朝鮮戦争の休戦交渉は1951年7月から開城市内で行われていたが、同年10月25日に郊外の開豊郡鳳東面に属する一集落・ノルムン里（板門店）に移された。1953年7月27日、板門店にて朝鮮戦争の休戦協定が結ばれている。
1955年に板門郡は新設の開城直轄市の直下の郡として行政が行われた。2002年11月に板門郡は廃止され、北半部は開城市、南半部は開豊郡に、また北東部の一部は長豊郡に、それぞれ編入された。
2020年4月に開城特別市のうちおおむね旧板門郡に当たる地域が板門区域として再分離された。

### 年表
この節の出典
- 1951年10月 - 朝鮮戦争休戦会談の場所が板門店（開豊郡鳳東面の一部）に移される。
- 1952年12月 - 郡面里統廃合により、京畿道開豊郡興教面・臨漢面・上道面・中面・鳳東面および青郊面の一部、長湍郡津西面・長湍面の各一部（38度線以南にある長湍郡の一部）をもって、京畿道板門郡を設置。板門郡に以下の邑・里が成立。(1邑16里)
  - 板門邑・大龍里・徳水里・臨漢里・月井里・祖江里・厚陵里・新興里・禾谷里・大蓮里・平和里・鳳東里・興旺里・進鳳里・仙跡里・田斎里・東倉里
- 1953年7月 - 停戦協定の発効により、京畿道板門郡が開城直轄市板門郡となる。(1邑16里)
- 1953年12月 (1邑16里)
  - 板門邑が上道里に降格。
  - 鳳東里が板門邑に昇格。
- 1954年11月 - 開城直轄市の廃止に伴い、黄海北道板門郡となる。(1邑16里)
- 1955年1月 - 開城地区の設置に伴い、開城地区板門郡となる。(1邑16里)
- 1957年6月 - 開城直轄市板門郡となる。(1邑16里)
- 1958年6月 (1邑16里)
  - 大蓮里の一部が上道里、開豊郡墨松里に分割編入。
  - 上道里の一部が禾谷里に編入。
  - 長豊郡書岩里の一部が仙跡里に編入。
- 1961年3月 - 田斎里の一部が開城市徳岩里に編入。(1邑16里)
- 1967年10月 (1邑1労働者区16里)
  - 禾谷里および月井里の一部が合併し、禾谷労働者区が発足。
  - 徳水里の一部が大龍里・臨漢里に分割編入。
  - 興旺里の一部が板門邑に編入。
  - 平和里の一部が分立し、板門店里が発足。
- 1977年9月 - 厚陵里が嶺井里に改称。(1邑1労働者区16里)
- 1977年12月 - 禾谷労働者区が禾谷里に降格。(1邑17里)
- 1981年10月 - 興旺里が三峯里に改称。(1邑17里)
- 1983年11月 - 田斎里の一部が開城市に編入。(1邑17里)
- 2002年11月 - 板門郡廃止。
  - 板門邑・進鳳里・東倉里・板門店里・平和里および三峯里の大部・田斎里の大部が開城市に編入。
  - 仙跡里および田斎里の残部が長豊郡に編入。
  - 大蓮里・上道里・禾谷里・嶺井里・新興里・月井里・祖江里・臨漢里・徳水里・大龍里および三峯里の残部が開豊郡に編入。
- 2020年4月 - 開城特別市内の旧・板門郡に相当する地域に、板門区域が設置される。

## 行政区画
2洞13里から構成される。
- 板門1洞（판문1동）
- 板門2洞（판문2동）
- 大龍里（대룡리）
- 上道里（상도리）
- 嶺井里（령정리）
- 新興里（신흥리）
- 祖江里（조강리）
- 臨漢里（림한리）
- 徳水里（덕수리）
- 仙跡里（선적리）
- 板門店里（판문점리）
- 平和里（평화리）
- 採蓮里（채련리）
- 東内里（동내리）
- 艾浦里（애포리）

## 交通
- 平釜線
  - 鳳東駅 - 板門駅